# Dichelacera t-nigrum
Dichelacera t-nigrum är en tvåvingeart som först beskrevs av Fabricius 1805.  Dichelacera t-nigrum ingår i släktet Dichelacera och familjen bromsar. Inga underarter finns listade i Catalogue of Life.